# 红花岩生忍冬
红花岩生忍冬（学名：Lonicera rupicola var. syringantha）为忍冬科忍冬属下的一个变种。

## 扩展阅读
- 維基物種上的相關：红花岩生忍冬